# Шаманка (Шелеховский район)
Шама́нка — село в Шелеховском районе Иркутской области России. Административный центр Шаманского муниципального образования.

## Этимология
Название села произошло от гидронима речки Шаманки (приток Иркута). «Шаман» у эвенков — «колдун», «знахарь», «жрец», «идолопоклонник». Раньше в окрестностях села жили буряты-шаманисты, и из-за этого русские поселенцы стали называть эти места шаманскими.

## География
Село расположено на обоих берегах реки Иркут в 7 км от Култукского тракта (части автомагистрали Р258 «Байкал»), в 30 км к юго-западу от города Шелехов, в 58 км от областного города Иркутска выше впадения реки Шаманки в Иркут под Шаманским утёсом.

## История
Шаманка была основана в 1927 году как посёлок лесозаготовителей. В 1937 году в посёлке было 10 двухквартирных домов, магазин, пекарня, баня, конный двор, общежитие. В 1938 году была построена начальная школа.
В 1945 году в Шаманку были привезены японские военнопленные — 700 человек. Там, где сейчас расположен центр села — находилась зона, обнесённая колючей проволокой, стояли четыре вышки для часовых и охраны военнопленных. Вскоре в лагере начался тиф. Много японцев умерло. Хоронили их отдельно от русских.
В 1948 году в Шаманку были привезены сосланные литовцы, примерно 700 человек. В Иркутске они были разделены на две группы. Часть литовцев отправили по колхозам Иркутской области, а других отправили в посёлок Куйтун, где они были распределены по баракам. Работали литовцы вместе с русскими на валке леса и строили посёлок Куйтун, расположенный на горной речке Куйтун. В 1958 году литовцы получили разрешение на выезд на родину. Некоторые уехали, но многие остались.
До 1962 года село входило в состав Введенского сельского совета. В 1963 году стало пригородом города Шелехова.

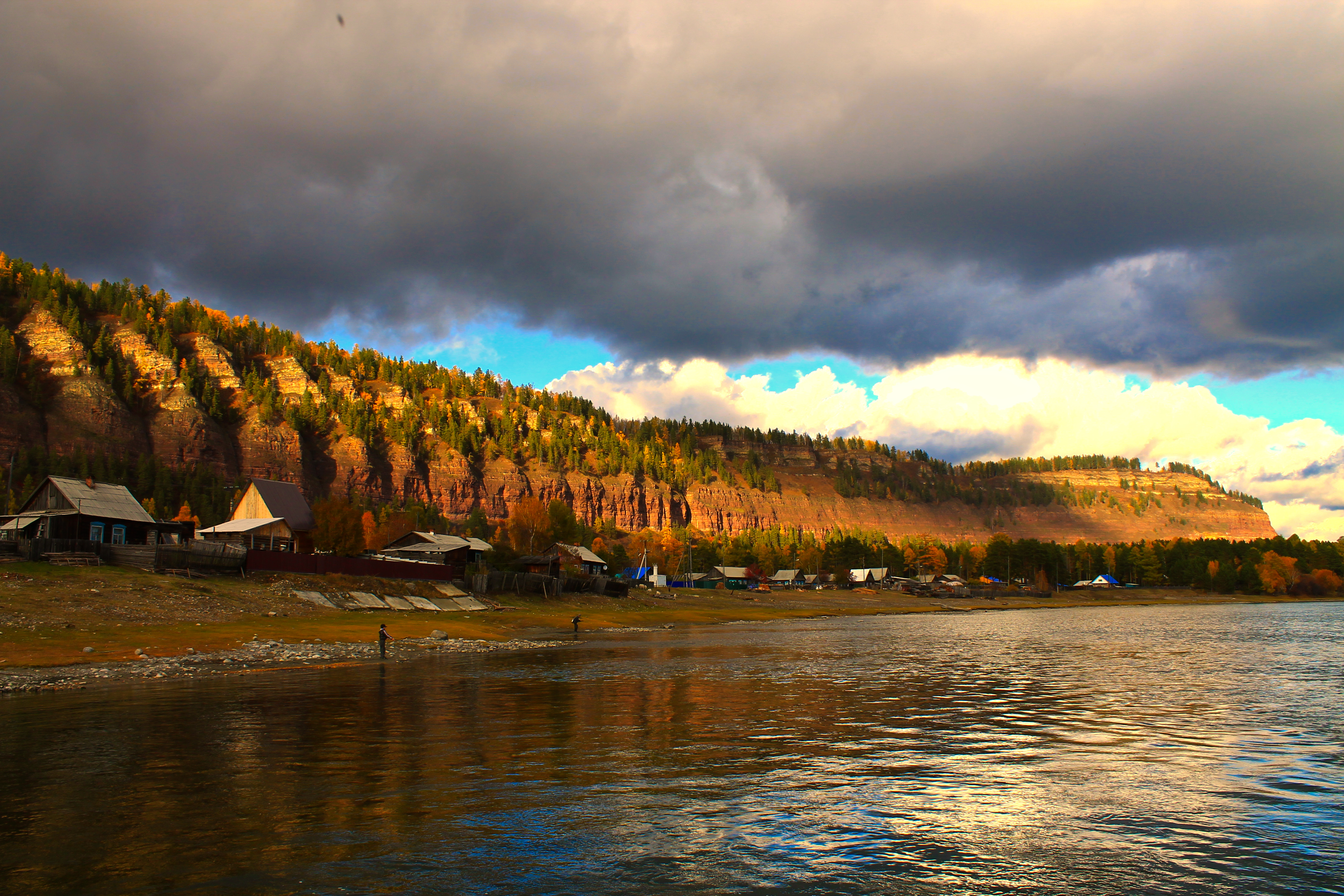
Вид на село с противоположной стороны реки Иркут. За селом возвышается Шаманский утёс.

В 1967 году в селе был построен пешеходный навесной мост.
В 1968 году в Шаманке был образован сельский совет, который до этого находился в селе Моты.
В 1970 году на очередной сессии Шаманского сельского Совета решили вопрос о названии улиц (долгое время в селе не было названий улиц). Улицы получили названия: Советская, Юбилейная, Горная, Солнечная, Набережная. Позднее были построены Комсомольская, Дачная, Сосновая.
В 1969—1970 годах в селе проходили съёмки фильма «Когда расходится туман», в 1995—1996 — ленты «Шаман».
В 1971 году была проведена линия электропередач.
В июле 1971 года произошло сильное наводнение, уровень воды в Иркуте поднялся на 7 метров. Был нанесён большой ущерб Иркутскому леспромхозу. Во время наводнения пришлось эвакуировать жителей. Навесной мост снесло потоком воды. После наводнения село отстроилось. Руководство Иркутского леспромхоза пришло к выводу, что лес лучше вывозить автомобильным транспортом, для этих целей в 1967 году была построена паромная переправа, которая действует и до настоящего времени. В 1992 году на правой стороне реки Иркут было выделено 50 га земли под индивидуальное жилищное строительство.
16 июня 1999 года решением Шелеховской городской Думы утверждено «Положение о Шаманском внутримуниципальном образовании».
В 1993 году Шаманский сельский совет переименовывается в администрацию села Шаманка, и сёла Шаманка, Куйтун, Моты входят в состав Шаманского сельского поселения Шелеховского района с июня 1993 года.
12 марта 2004 года был открыт пешеходный мост через реку Иркут.

## Население
| 2002 | 2010 | 2011 | 2012  |
| ---- | ---- | ---- | ----- |
| 290  | ↗984 | ↗985 | ↗1003 |

## Инфраструктура
Личное подсобное хозяйство с зоной сельскохозяйственного использования, индивидуальная застройка усадебного типа.
Отделение почтовой связи № 666025.

## Достопримечательности
Памятник Воинам, погибшим в боях за Родину 1941—1945 гг.
Шаманский утёс является памятником природы Иркутской области.

## Транспорт
Остановка общественного транспорта «Шаманка».
Пристань на реке Иркут.